# 페터르 제코프
페터르 페트로프 제코프(불가리아어: Петър Петров Жеков, 1944년 10월 10일 ~ 2023년 2월 18일)는 불가리아의 축구 선수, 지도자로 현역 시절 포지션은 공격수이다.
1962년 FC 디미트로프그라드 소속으로 데뷔했다. 1963년 베로에 스타라자고라로 이적했고 1967년과 1968년 A 프로축구그룹 득점왕에 올랐다. 1968년부터 1975년까지 CSKA 소피아 소속으로 뛰면서 144득점을 기록했으며 그가 세운 득점 기록은 CSKA 소피아의 개인 최다 득점 기록으로 남아 있다. 1969년 유러피언 골든슈를 수상했으며 A 프로축구그룹에서 333경기에 출전하는 동안 253득점을 기록했다.
불가리아 국가대표 선수로 활약했으며, 1968년 하계 올림픽에서 불가리아의 올림픽 축구 은메달 획득에 공헌했다. 또한 1966년 FIFA 월드컵과 1970년 FIFA 월드컵에 참가했다.

## 수상

### 클럽
- A 프로축구그룹 6회 우승 (1968–69, 1970–71, 1971–72, 1972–73, 1974–75)
- 불가리아 컵 4회 우승 (1969, 1972, 1973, 1974)

### 개인
- A 프로축구그룹 득점왕 6회 수상 (1967, 1968, 1969, 1970, 1972, 1973)
- 유러피언 골든슈 1회 수상 (1969)